# كايغو
كايغو (kygo) أو «كيرر غورفيل_داهل» (kyrr gorvell_dahl) وبالنرويجية لفظ: [ˈçyrə ˈgøːrvel dɑːl]  ولد في 11 سبتمبر 1991 ويعرف باسم كايغو (kygo) كاسم مستعار.هو منتج أسطوانات DJ دي جي، كاتب أغاني، ومنتج، وموسيقي نرويجي.ارتقي إلي العالمية بعد مزجه (mix) لأغنية«آي سي فاير»(I see fire) لمغني البوب الإنجليزي «إد شيران» (ed sheeran) التي حصد فيها 55 مليون متابعة علي ساوند كلاود و65 مليون متابعة علي اليوتيوب، تبعها بأغنية فايرستون "firestone" جمعت الأخيرة مايقارب 650 مليون مشاهدة على اليوتيوب وأكثر من مليار علي موقع الخدمات الموسيقية الشهير سبوتيفاي. وقد جمع في الثامن من أغسطس 2017 أول مليار مشاهدة له وحتى الآن ما مجموعه 2٫5 مليار مشاهدة على المواقع الموسيقية كيوتيوب وساوندكلاود.
بعد إطلاقه لكل من ستاي (بالإنجليزية: stay) وستول ذا شو "(بالإنجليزية: stole the show") وإت إنت مي (بالإنجليزية: "ain't me") مع سيلينا غوميز (بالإنجليزية: selina Gomez) دخل التصنيفات العالمية كأحد أفضل صانعي الموسيقى الإلكترونية في العالم. في 13 ماي 2016 أطلق ألبوم "تسعة غيمات " (بالإنجليزية: nine clouds) ودخل التاريخ بكونه أول دي جي يؤدي أغنية الاختتام  في الأولمبياد الصيفية التي أقيمت في ريو دي جينيرو.
في شهر نوفمبر من العام 2018 أطلق كايجو Happy Now بالتعاون مع المغني السويدي "Sandro Cavazza".
جمعت الأغنية مايقارب 200 مليون مستمع علي سبوتيفاي حتي الآن وهي تحتل المراتب العشر الاولي في السويد والنرويج وجمعت حوالي 80 مليون مشاهدة علي يوتيوب.في مارس 2018، بيلبورد سميت كايغو كثالث ترتيبها لعام 2018 لموسيقيي الرقص بعنوان «بيلبورد الرقص 100».
في أبريل 2019 أعلن كايغو تعاونه مع المغنية والفنانة السويدية Rita Ora لإطلاق "Carry On" وستكون الاغنية موجودة في سلسلة أفلام Pokemom : Detictive Pickasu
تلقت "Carry On" ردود فعل قوية بعد اطلاقها حيث جمع الفيديو علي يوتيوب 50 مليون مشاهدة في خلال الشهر الأول ووصلت الي المراكز الثلاثين الاولي في منصة سبوتيفاي علي مستوي العالم.

## بداياته
ولد كايغو kygo في سنغفورة وهو ابن لكل من (kjersti gjerd) طبيبة أسنان و (lors gorvell _Dahl) ويعمل في المجال البحري وهو يملك ثلاثة إخوة٫ الالأخ الأصغر هو الأخ غير الشقيق وإضافة لأختين أكبر منه «جيني» (بالإنجليزية: jenny) و «جوهان» (بالإنجليزية: johanne) تربي وعاش معظم طفولته في السفر بين البرازيل اليابان كينيا ومصر ، وبدأ تعلم البيانو في سن السادسة وتوقف في سن السادسة عشر ليتفرغ لتسجيل الأغاني وإنتاج الموسيقي في إستديوهات logic وإستديوهات midi keyboard وتخرج فيما بعد بدرجة الأعمال من جامعة horiest _watt university في سكوتلاندا

## أهم أعماله

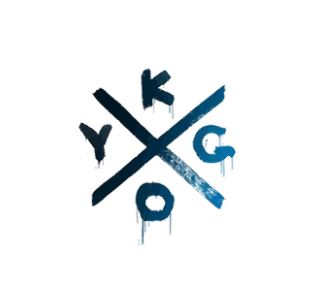
شعار. KYGO (كايغو)

أطلق في 1 ديسمبر 2014 أغنية فايرستون بصوت المغني الأسترالي كونراد سويل٫ وفي 19 سبتمبر 2014 قام بتعويض أفيتشي (بالإنجليزية: avicii) في حفلة تومورولاند المشهورة عالميا بسبب وعكة صحية وفي فبراير (فيفري) 2015 عزف في حفلة ultra music festival وأنتج ستول ذا شو في مارس من نفس العام تلتها عدة أعمال مثل إت إنت مي لسيلينا غوميز وفورست تايم مع المغنية البريطانية العالمية إيلي غولدنغ

## 2014: صعوده إلي الشهرة
بعد إطلاقه لأغنية «حجر النار» (بالإنجليزية: firestone) في ديسمبر 2014 مع المغني الأسترالي كونراد سويل وبعد تصدر الأخيرة لعدد كبير من تصنيفات الأغاني حول العالم وفوزها بعدد من الجوائز وشهائد التسجيلات أصبح لكايغو شهرة عالمية تجلت في تواصله مع دي جي العالمي أفيتشي والمغني الإنجليزي في فرقة كولدبلاي كريس مارتن لإعادة تأدية (remix) أغنية (بالإنجليزية: Midnight) إضافة لذلك أحيا رفقة أفيتشي حفلا في العاصمة النرويجية أوسلو كما عوض الأخير في إحتفلات (بالإنجليزية: tommrowland) الخاصة بالموسيقى الإلكترونية.إستدعته مجلة بيلبورد لإقامة حوار صحفي تطرق فيه لأغانيه وجولته العالمية في أمريكا الشمالية.
كما ظهر في مقابلة لمجلة بيلبورد، حيث تحدث إلى الكاتب مات ميدفيد عن تعاونه مع كل من ديبلو وكولدبلاي، وتطرق إلى بعض جوانب جولته القادمة في أمريكا الشمالية.

## 2015_2016
في فبراير 2015 تم استخدام أغنية كايغو (بالإنجليزية: ID) في مهرجان أولترا الموسيقي (بالإنجليزية: Ultra music festival) كذلك الأمر في لعبة كرة القدم المعروفة فيفا 2016 .في أغسطس من نفس العام شارك في مهرجان لولابلوزا (بالإنجليزية: Lollapaloza) الذي يعتبر من أضخم المهرجانات في العالم، إضافة لذلك قدم نفسه علي شاشة التلفاز كضيف في البرنامج الأمريكي الشهير «العرض المتأخر المتأخر» الذي يقدمه جيمس كوردن.
في 21 مارس 2015 أطلق تاني أغاني تحت اسم (بالإنجليزية: Stole the show) مع المغني (Parson James).في 31 يونيو 2015 أطلق ثالث أغانيه وهذه المرة حملت اسم (بالإنجليزية: Nothing left) مع المغني (Will Hard) واحتلال المركز الأول في ترتيب الأغاني بالنرويج.في 11 سبتمبر من نفس العام أكمل إطلاق رابع أغنية له وهذه المرة جاءت مع المغنية إيلا هندرسون وحملت الأغنية عنوان (بالإنجليزية: Here for you).
بعد ثلاثة أشهر أطلق كايغو أغنيته الخامسة بعنوان (بالإنجليزية: Stay) التي رافقه في إنتاجها مواطنه منتج الأغاني النرويجي (بالإنجليزية: William Larsen) بعد ذالك أعلن كايغو عن نيته القيام بجولة عالمية تمهيدا لإطلاق أول ألبوم له.
في بداية شهر مارس 2016، أعلن كايغو أنه سيتم إصدار ألبومه الأول في 13 مايو 2016 ، تحت عنوان "(بالإنجليزية: Cloud Nine)".كما أعلن أنه سيصدر ثلاثة أغانٍ دعائية.كانت أول أغنية من الألبوم تحمل عنوان «الهشة» وصدرت هذه الأخيرة في 18 مارس 2016 والتي تتميز بالأداء الصوتي المغنية لابرينث. الأغنية الثانية صدرت هي الأخرى في 1 أبريل 2016، وأطلق عليها "(بالإنجليزية: Raging)" وجاءت بصوت الفرقة الأيرلندية كودلاين كما شارك في كتابتها جيمس باي. تم إصدار الأغنية الثالثة والأخيرة في 22 أبريل 2016 وكان بعنوان «أنا في الحب» بأداء غنائي من James Vincent McMorrow.
تم إصدار ألبوم الكامل لكايغو لأول مرة في 13 مايو 2016. ليكشف النقاب عن عديد التعاونات الأخرى مع مغنين لتشمل باريسون جيمس، توم أوديل، كودالين، كونراد سويل، جون ليجند، جيمس فنسنت ماكموورون، فوكس، رودس، مات كوربي، ماتي نويز، جوليا مايكلز وانجوس وجوليا ستون.
بدأ كايغو العمل علي علامة تجارية جديدة لأسلوب الحياة تسمى (بالإنجليزية: Kygo Life) في 17 أغسطس 2016. وتتكون العلامة التجارية من مجموعتين من الملابس الراقية والمريحة، بالإضافة إلى الأجهزة مثل سماعات الرأس. Kygo Life متوفر الآن فقط في أوروبا، الولايات المتحدة وكندا.
قام كايغو بتأدية أغنية (بالإنجليزية: Care me)" مع المغنية الأمريكية وكاتبة الأغاني جوليا مايكلز في حفل ختام دورة الألعاب الأولمبية الصيفية 2016 بتاريخ في 21 أغسطس في ملعب ماراكانا في ريو دي جانيرو، كنوع من الترويج لخدمات القناة الأوليمبية الجديدة التي سينطلق بثها بعد الألعاب.

### 2017–2018: "Stargazing" و "Kids in love"
في 9 فبراير 2017، نشر كايغو مقتطفًا صغيرا عن تعاونه مع المغنية والممثلة الأمريكية سيلينا غوميز. وتم التأكيد على أن عنوان الأغنية سيحمل اسم (بالإنجليزية: It Ain't Me) " وذلك ن خلال حساباتهم على شبكات التواصل الاجتماعي في 13 فبراير 2017.صدرت الأغنية فعليا بتاريخ 16 فبراير 2017.
كما تعتبر الأغنية علي أنها الأغنية الرائدة في أول ألبوم EP لكايغو (بالإنجليزية: Stargazing).
في 28 أبريل 2017 أطلق كايغو ثاني أغانيه من أولي ألبومات EP لديه تحت اسم فورست تايم رفقة المغنية الإنجليزية إيلي غولدنغ.
وفي 15 سبتمبر 2017 قام بإنتاج ريمكس لأغنية فرقة يو 2 (بالإنجليزية: You're The Best Thing About Me) ليتم إصدارها فيما بعد كأغنية تعاون فيها الطرفين.
بتاريخ 19 أكتوبر من نفس العام أعلن كايغو من خلال الفايسبوك أن ثاني ألبوماته سيحمل اسم (بالإنجليزية: Kids in love) وأنه سيقع طرحه في الأسواق في 3 نوفمبر 2017.في 20 أكتوبر 2017 صدرت الأغنية الرائدة في الألبوم بعنوان (بالإنجليزية: Kids in love).
مباشرة بعد إطلاق الألبوم أعلن كايغو عن بدأ جولة موسيقية عالمية جاءت بنفس عنوان الألبوم Kids in love tour.
مؤخرا وفي 16 مارس 2018 صدرت أحدث أعمال كايغو (بالإنجليزية: Remind me to forget) بتأدية المغني الأمريكي ميغال.
في يونيو 2018 أعلن عن تعاون جديد يهم فرقة الروك الأمريكية إيماجين دراغونس بعنوان "Born to Be Yours".

## حياته الشخصية
«كيرر» هو الآن في علاقة مع «مارن بلاتو» (بالإنجليزية: Maren platou) ، وهي علاقة أعلن عليها منذ مارس 2016. كما يعتبر كايغو من أكبر المعجبين والمتابعين لنادي كرة القدم الإنجليزي مانشيستر يونايتد.

## ظهوره في السينما
أفلام
| السنة | العنوان                       | الدور | المدة                       | ملاحظة                    | المراجع |
| ----- | ----------------------------- | ----- | --------------------------- | ------------------------- | ------- |
| 2017  | (بالإنجليزية: Stole the Show) | كايغو | 51 دقيقة (0 ساعة, 51 دقيقة) | فيلم وثائقي عبر أبل ميوزك | [ 30 ]  |

تلفزيون
| السنة | العنوان                           | الدور | الحلقة                 | ملاحظة                                   | Ref.   |
| ----- | --------------------------------- | ----- | ---------------------- | ---------------------------------------- | ------ |
| 2015  | (بالإنجليزية: Bring On the Night) | كايغو | 2 (الموسم 1)           | برنامج وثائقي عبر VGTV                   | [ 31 ] |
| 2015  | Nøkkelen til suksess              | كايغو | 1 (الموسم 1, الحلقة 4) | برنامج وثائقي عبر هيئة الإذاعة النرويجية | [ 32 ] |

## الجوالات الموسيقية
- Endless Summer Tour 2014[33]
- Cloud Nine Tour 2016[34]
- Kids in Love Tour 2018[35]

## الجوائز والترشيحات
| السنة | المنظمة                                                          | الجائزة                                      | العمل                                   | النتيجة     | Ref.          |
| ----- | ---------------------------------------------------------------- | -------------------------------------------- | --------------------------------------- | ----------- | ------------- |
| 2015  | جائزة يوتيوب الموسيقية                                           | جائزة يوتيوب لفيديو الموسيقي                 | ستول ذا شو                              | فوز         | [ 36 ]        |
| 2015  | جوائز إم تي في الموسيقى الأوروبية                                | أفضل إنجاز نرويجي                            | كايغو                                   | رُشِّح         | [ 37 ]        |
| 2016  | الجوائز العالمية لموسيقى الرقص                                   | أفضل دي جي صاعد                              | كايغو                                   | فوز         | [ 38 ]        |
| 2016  | الجوائز العالمية لموسيقى الرقص                                   | أفضل فنان صاعد                               | كايغو                                   | فوز         | [ 38 ]        |
| 2016  | الجوائز العالمية لموسيقى الرقص                                   | أفضل مقطع ترفيه/مريح                         | (بالإنجليزية: "Stole the Show")         | فوز         | [ 38 ]        |
| 2016  | جائزة غرامي النرويج نسخة 15                                      | (غرامي العام)                                | كايغو                                   | فوز         | [ 39 ] [ 40 ] |
| 2016  | جائزة غرامي النرويج نسخة 15                                      | (القادم الجديد للعام & غرامو المنح الدراسية) | كايغو                                   | رُشِّح         | [ 39 ] [ 40 ] |
| 2016  | جائزة غرامي النرويج نسخة 15                                      | أفضل فيديو موسيقى في العام                   | "ستول ذا شو"                            | رُشِّح         | [ 39 ] [ 40 ] |
| 2016  | جائزة غرامي النرويج نسخة 15                                      | أغنية العام                                  | "ستول ذا شو"                            | فوز         | [ 39 ] [ 40 ] |
| 2016  | جائزة غرامي النرويج نسخة 15                                      | أغنية العام                                  | "فايرستون"                              | رُشِّح         | [ 39 ] [ 40 ] |
| 2016  | جائزة الموسيقى الإلكترونية * لا تزال معلقة في انتظار عرض الجائزة | أفضل فنان جديد                               | كايغو                                   | في الانتظار | [ 41 ]        |
| 2016  | جائزة الموسيقى الإلكترونية * لا تزال معلقة في انتظار عرض الجائزة | أغنية العام                                  | "ستول ذا شو"                            | في الانتظار | [ 41 ]        |
| 2016  | غرامي النرويج & Music Norway                                     | Eksportprisen '15 (جائزة التصدير '15)        | كايغو                                   | فوز         | [ 42 ]        |
| 2016  | جوائز إم تي في الموسيقى الأوروبية                                | أفضل إنجاز نرويجي                            | كايغو                                   | رُشِّح         | [ 43 ]        |
| 2016  | جائزة الموسيقى النرويجية                                         | دي جي العام                                  | كايغو                                   | رُشِّح         | [ 44 ]        |
| 2017  | جائزة غرامي النرويج نسخة '16                                     | (أفضل فنان بوب منفرد)                        | (بالإنجليزية: Cloud Nine)               | رُشِّح         | [ 45 ]        |
| 2017  | جائزة غرامي النرويج نسخة '16                                     | أغنية العام                                  | "ستاي"                                  | رُشِّح         | [ 45 ]        |
| 2017  | جائزة دابليو دي أم راديو                                         | أفضل موهبة جديدة                             | كايغو                                   | رُشِّح         | [ 41 ]        |
| 2017  | جوائز بيلبورد الموسيقية                                          | أفضل ألبوم رقص/إلكتروني                      | Cloud Nine                              | رُشِّح         | [ 46 ]        |
| 2017  | جائزة اختيار المراهقين                                           | خيار التعاون                                 | "إت إنت مي" (بالتشارك مع سيلينا غوميز)  | رُشِّح         | [ 47 ]        |
| 2017  | جائزة اختيار المراهقين                                           | الإختيار أغنية الإلكتروني/الرقص              | "إت إنت مي" (بالتشارك مع سيلينا غوميز)  | رُشِّح         | [ 48 ]        |
| 2017  | جوائز إم تي في الأغاني المصورة                                   | أفضل فيديو رقص                               | "إت إنت مي" (بالتشارك مع سيلينا غوميز)  | رُشِّح         | [ 49 ]        |
| 2017  | جائزة خيار أطفال نيكيلوديين كولومبيا                             | أفضل تعاون                                   | "إت إنت مي" (بالتشارك مع سيلينا غوميز)  | رُشِّح         | [ 50 ]        |
| 2017  | جائزة خيار أطفال نيكيلوديين المكسيك                              | أفضل تعاون                                   | "إت إنت مي" (بالتشارك مع سيلينا غوميز)  | رُشِّح         | [ 51 ]        |
| 2017  | جائزة خيار أطفال نيكيلوديين الأرجنتين                            | أفضل تعاون                                   | "إت إنت مي" (بالتشارك مع سيلينا غوميز)  | رُشِّح         | [ 52 ]        |
| 2017  | جائزة LOS40 الموسيقية                                            | الفنان العالمي للعام                         | كايغو                                   | رُشِّح         | [ 53 ]        |
| 2017  | جائزة LOS40 الموسيقية                                            | أفضل فيديو عالمي                             | "إت إنت مي" (بالإشتراك مع سيلينا غوميز) | فوز         | [ 53 ]        |
| 2017  | جوائز إم تي في الموسيقى الأوروبية                                | أفضل عمل نرويجي                              | كايغو                                   | رُشِّح         | [ 54 ]        |
| 2018  | جائزة غرامي النرويج التسخة '17                                   | أغنية العام                                  | "إت إنت مي" (بالإشتراك مع سيلينا غوميز) | في الانتظار | [ 55 ]        |

## وصلات خارجية
الموقع الرسمي

## روابط خارجية
- كايغو على موقع IMDb (الإنجليزية)
- كايغو على موقع ميتاكريتيك (الإنجليزية)
- كايغو على موقع روتن توميتوز (الإنجليزية)
- كايغو على موقع ميوزك برينز (الإنجليزية)
- كايغو على موقع أول ميوزيك (الإنجليزية)
- كايغو على موقع ديسكوغز (الإنجليزية)
- كايغو على موقع ديسكوغز (الإنجليزية)
- كايغو على موقع قاعدة بيانات الفيلم (الإنجليزية)